# Serra Negra do Norte
Serra Negra do Norte es un municipio brasileño en el interior del estado de Rio Grande do Norte. Perteneciente a la Microrregión del Seridó Occidental y Mesorregión Central Potiguar, se localiza a sudoeste de la capital del estado, distando de esta unos 303 kilómetros. Ocupa un área de 562,395 km², con el 0,3682 km² en el perímetro urbano, y la población del municipio fue estimada en el año 2011 en 7 787 habitantes, por el Instituto Brasileño de Geografía y Estadística, siendo el municipio de Río Grande del Norte más poblado.
Con una temperatura media anual de 27,5 °C, en la vegetación del municipio predomina la caatinga hiper xerófila.
Su Índice de Desarrollo Humano (IDH-M) es de 0,663 (2000), considerado como medio por el Programa de las Naciones Unidas para el Desarrollo (PNUD).